# David di Donatello 1961
La 6a edició dels premis David di Donatello, concedits per l'Acadèmia del Cinema Italià va tenir lloc el 30 de juliol de 1961 al Teatre grecoromà de Taormina. El premi consistia en una estatueta dissenyada per Bulgari.

## Guanyadors

### Millor director
- Michelangelo Antonioni - La notte

### Millor productor
- Goffredo Lombardo - Rocco e i suoi fratelli (ex aequo)
- Dino De Laurentiis - Tutti a casa (ex aequo)

### Millor actriu
- Sophia Loren - La ciociara

### Millor actor
- Alberto Sordi - Tutti a casa

### Millor actriu estrangera
- Brigitte Bardot - La veritat (La verité)

### Millor actor estranger
- Charlton Heston - Ben-Hur

### Millor productor estranger
- Metro-Goldwyn-Mayer - Ben-Hur

### David especial
- Franco Rossi, per la direcció d'Odissea nuda
- Claudia Cardinale, per la seva interpretació de La ragazza con la valigia
- Gary Cooper, a la carrera